# Malcolm Spence (Leichtathlet, 1937)
Malcolm Spence (Malcolm Clive Spence; * 4. September 1937 in Johannesburg; † 30. Dezember 2010 in Howick) war ein südafrikanischer Sprinter.
Bei den Olympischen Spielen 1956 in Melbourne wurde er Sechster über 400 Meter. 1958 gewann er bei den British Empire and Commonwealth Games in Cardiff Silber über 440 Yards und Gold mit der südafrikanischen Mannschaft in der 4-mal-440-Yards-Staffel.
Seinen größten Erfolg feierte er bei den Olympischen Spielen 1960 in Rom mit dem Gewinn der Bronzemedaille über 400 Meter. Seine Zeit von 45,5 s blieb bis 1983 nationaler Rekord. In der 4-mal-400-Meter-Staffel kam er mit dem südafrikanischen Team auf den vierten Platz.